# Clifford Harrison
Clifford Harrison (* 30. Oktober 1927 in Walpole, Massachusetts; † 15. Dezember 1988) war ein US-amerikanischer Eishockeyspieler.  

## Karriere
Clifford Harrison besuchte das Dartmouth College, für dessen Eishockeymannschaft er parallel zu seinem Studium spielte. Nach seinem College-Abschluss 1951 bereitete er sich ein Jahr mit der Nationalmannschaft auf die Winterspiele 1952 vor, ehe er seine Karriere beendete. 

### International
Für die USA nahm Harrison an den Olympischen Winterspielen 1952 in Oslo teil, bei denen er mit seiner Mannschaft die Silbermedaille gewann. 

## Erfolge und Auszeichnungen
- 1952 Silbermedaille bei den Olympischen Winterspielen